# 貫索四
貫索四（北冕座α，英文縮寫為Alpha CrB或α CrB），官方的名稱為Alphecca /ælˈfɛkə/。它是位於北冕座的一顆食雙星，與太陽的距離大約75光年。系統中的兩顆恆星仍都是主序星，分別為A型和G型。

## 性質

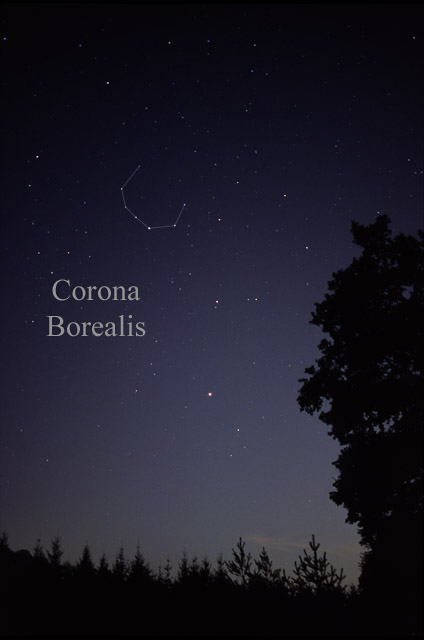
貫索四是北冕座中最亮的恆星。

貫索四是聯星系統，兩顆恆星以17.36天週期在橢圓軌道中互相圍繞。由於這個軌道的平面以88.2度的角度向地球的視線方向傾斜，形成一個類似大陵五（英仙座β）的獨立食雙星系統。週期性的食導致視星等在 +2.21至 +2.32等之間變化，但這個變化幅度肉眼幾乎感覺不到。
主要的成員是質量為太陽2.6倍，光譜類型A0V的白色主序星。估計這顆恆星的半徑範圍在太陽半徑的2.89至3.04之間。IRAS在24μm和70μm檢測到紅外過量。這表示在貫索四周圍存在著一堆塵埃和物質，因而引發存在行星或原行星的猜測，或許有類似織女星周圍目前假設的行星或原行星系統。這個圓盤延伸至60天文單位。
第二個成員是一顆黃色的主序星，估計恆星光譜類型為G5，質量是太陽的0.92倍，半徑是太陽的0.90倍。這顆恆星的X射線光度為6 × 1028 erg s−1，是太陽活動峰值水平的30倍。對於這種類型的年輕恆星來說，如此高水平的活動是預料之中的。星冕的溫度約為500萬K，比太陽的日冕熱得多。赤道轉速的上限是14公里/秒，相當於3天自轉一圈，但更可能的情況是7-9天自轉一圈。
這個恆星系統的空間速度分量是U = +14.257，V = +0.915，和W = +3.147 km/s。貫索四因為與大熊座移動星群的成員有共通的空間運動速度，所以被認為是該星群的成員。

## 名稱
英語中的Gemma在拉丁語中意為“珠寶”。另一英語傳統命名來自于阿拉伯語中的al-fakkah，也就是“破碎的（星星的環）”，فكّ（fakk，“未封好”）。占星術裏，貫索四是伯利恒之星之一，代表符號是。